# 곽존중
곽존중(郭存中, ? ~ 1428년)은 조선의 문신이다. 본관은 청주(淸州). 자는 경발(儆發), 호는 퇴천(退川)이다.

## 생애
1396년(태조 5년) 식년문과에 병과로 급제하였다.
1405년(태종 5) 경기도 수령관(首領官), 1410년 예조 정랑(禮曹正郞)을 지냈다. 이후 장령을 거쳐, 1416년 단자직조색별감(段子織造色別監)을 지냈다.
1419년(세종 1) 삼도도통사 류정현(柳廷顯)의 종사관으로 대마도정벌에 참가하였으며, 1420년 지병조사(知兵曹事)가 되었다.
1421년 동부대언(同副代言), 1423년 좌대언(左代言)을 거쳐 승정원지신사(承政院知申事)가 되었고, 1424년 진향(進香)·진위(陳慰)·하등극(賀登極) 삼사(三使)를 겸하여 명나라에 다녀왔다.
1426년(세종 8) 병조참판에 오르고, 1427년 중군 동지총제(中軍同知摠制)를 거쳐 이조참판(吏曹參判)에 이르렀다.
1427년 12월 6일 경창부윤(慶昌府尹)이 되어 1428년(세종 10) 6월 22일 졸하니, 부의로 종이 80권, 초 10자루가 내려졌다.